# Jeu vidéo d'arcade
Pour les articles homonymes, voir Arcade.
Pour un article plus général, voir Jeu d'arcade.

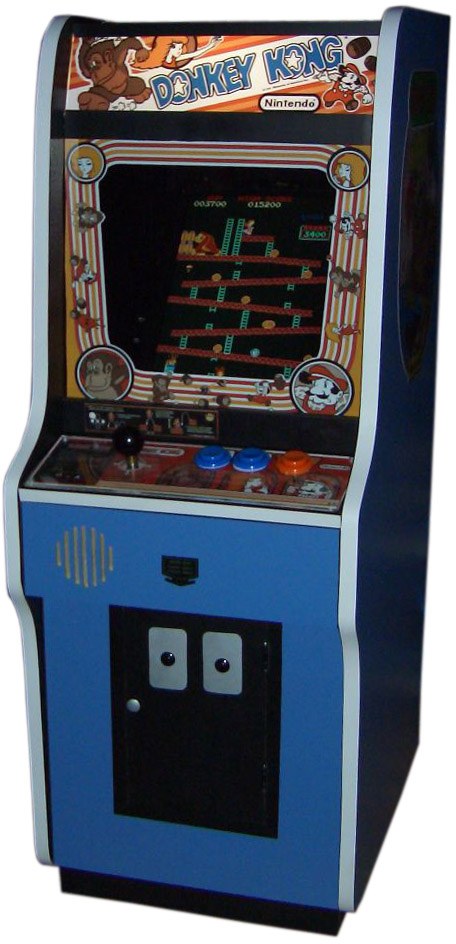
Arcade.

Un jeu vidéo d'arcade est un jeu vidéo dans une borne d'arcade se présentant sous la forme d'un meuble muni d'un monnayeur, d'un écran et d'un dispositif de contrôle. Ce type de jeu d'arcade se trouve dans des lieux publics comme les centres commerciaux, les bars ou dans des établissements spécialisés connus sous le nom de salles d'arcade. Ils ont la particularité d'être payants, on achète un ou plusieurs crédits en glissant une ou plusieurs pièces dans le monnayeur. Selon les jeux et les réglages, chaque crédit permet de démarrer une partie, la continuer après avoir perdu, acheter des bonus dans le jeu…

## Histoire

### Âge d'or
En 1971, des étudiants de l'Université Stanford mettent au point Galaxy Game, une version payante du jeu Spacewar!, qui à l'origine se jouait sur micro-ordinateur. Il semble que ce soit le premier jeu de l'histoire du jeu vidéo ayant été exploité (information sujette à controverse). Plus tard, durant la même année, Nolan Bushnell lance la première production en série et de masse d'un jeu vidéo d'arcade : Computer Space,, pour le compte de la société Nutting Associates. En 1972, Atari fut fondé par Nolan Bushnell et Ted Dabney. Atari a essentiellement créé l'industrie du jeu vidéo avec le jeu Pong,, le célèbre jeu vidéo de ping-pong électronique. Pong s'est avéré être populaire, mais les contrefaçons ont empêché la société de dominer le marché de jeu vidéo d'arcade. Les bornes d'arcade ont brusquement poussé dans des centres commerciaux et « les petits coins d'arcade » sont apparus dans les restaurants, les magasins d'alimentation, les bars et les cinémas, partout aux États-Unis et d'autres pays durant la fin des années 1970 et le début des années 1980. Les jeux comme Space Invaders, (1978), Galaxian (1979), Pac-Man (1980), Battlezone (1980) et Donkey Kong (1981) étaient particulièrement populaires. Dès 1981, les ventes de l'industrie du jeu vidéo d'arcade était estimés à huit milliards de dollars.
Durant la fin des années 1970 et les années 1980, des chaînes de restaurants américaines comme Chuck E. Cheese, Ground Round, Dave & Buster's et Gatti's Pizza ont combiné la restauration traditionnelle et/ou l'environnement du bar avec des jeux vidéo d'arcades. À la fin des années 1980, la folie des jeux vidéo d'arcade commence à s'estomper en raison de la mauvaise réputation des salles d'arcades, considérées comme étant des endroits mal famés et dangereux, mais aussi bien à cause des avancées technologiques de la console de jeu vidéo de salon. Les jeux vidéo d'arcade ont connu par la suite une embellie avec l'apparition de jeux de combat à deux joueurs comme Street Fighter II: The World Warrior (1991) de Capcom, Mortal Kombat (1992) de Midway, Fatal Fury (1992), Killer Instinct (1994) de Rare, et King of Fighters (1994-2009) de SNK et SNK Playmore.

### Déclin
La popularité des jeux vidéo d'arcade décline au plus tard des années 1990 ; aux États-Unis, les ventes déclinent à 1,33 milliard $, et décline encore plus pour atteindre les 866 millions $ en 2004. Dès le début des années 2000, les jeux vidéo de consoles de salon et sur ordinateur se popularisent conséquemment sur les marchés ce qui changera totalement l'atmosphère sociale autrefois perçue dans les salles d'arcade et le statut d'avant-gardisme des jeux vidéo d'arcade dans le monde du jeu vidéo.
Les jeux de combat furent les plus intéressant pour les salles d'arcade, dans la mesure où ils offraient la perspective de duel, de concurrence et de tournoi, ce qui conduisait également les joueurs à pratiquer beaucoup plus (et dépenser plus d'argent dans les jeux vidéo d'arcade). Malheureusement, les jeux de combats n'ont pas pu soutenir tout ce secteur d'activité sur eux-mêmes. Pour rester viables, les salles d'arcades ont ajouté d'autres éléments pour agrémenter les jeux vidéo comme des Redemption games, du marchandisage et des services de restauration. Appelés « Fun centers » or « Family fun centers », certaines des chaînes tels que Chuck E. Cheese et Gatti's Pizza (« GattiTowns ») ont, depuis longue date, évolué vers ce format. Beaucoup de vieilles salles d'arcade ont fermé depuis bien longtemps, les jeux classiques d'arcade sont devenus en grande partie un domaine consacré à l'amateurisme et survivant grâce aux nostalgiques.

### Les années 2000
L'arcade explore un créneau qui est l'utilisation de contrôles de jeux spéciaux en grande partie inaccessibles aux utilisateurs à la maison sur console ou PC. Une autre interprétation (qui inclut les jeux de combat, qui continuent de prospérer et ne nécessitent pas de manette ou contrôles spéciaux) est que le jeu vidéo d'arcade est maintenant plus un lieu de sortie favoris à vocation sociale, avec des jeux qui mettent l'accent sur la performance individuelle comme la principale forme de nouveauté, plutôt que le contenu du jeu. Les exemples les plus populaires, à l'heure actuelle, sont les jeux vidéo de rythme de musique, tels que Dance Dance Revolution (1998) et DrumMania (1999), et les « Light Gun Shooter » (un sous-genre du Rail Shooter) comme The House of the Dead (1998) et Time Crisis (1995).
En Europe, l'industrie du jeu vidéo d'arcade est conséquemment réduite. D'un autre côté, au Japon, les jeux vidéo d'arcade ont gardé leur popularité. En 2009, les ventes s'estiment à 20 milliards de dollars, et les revenus dans les salles d'arcade à 6 milliards de dollars, ce qui représente le plus grand marché de l'industrie du jeu vidéo japonais, suivis par les revenus des consoles de salon et jeux pour mobile estimés à 3,5 milliards de dollars et 2,5 milliards de dollars, respectivement. En 2005, les revenus de Namco se basaient en majorité sur les jeux vidéo d'arcade, par exemple. Cependant, à la suite de la grande récession du pays au plus tard des années 2000, l'industrie des jeux vidéo d'arcade se décline légèrement, de ¥702, 9 milliards (8,7 G$) en 2007 à 504,3 G¥ (6,2 G$) en 2010.

## «Genre» arcade

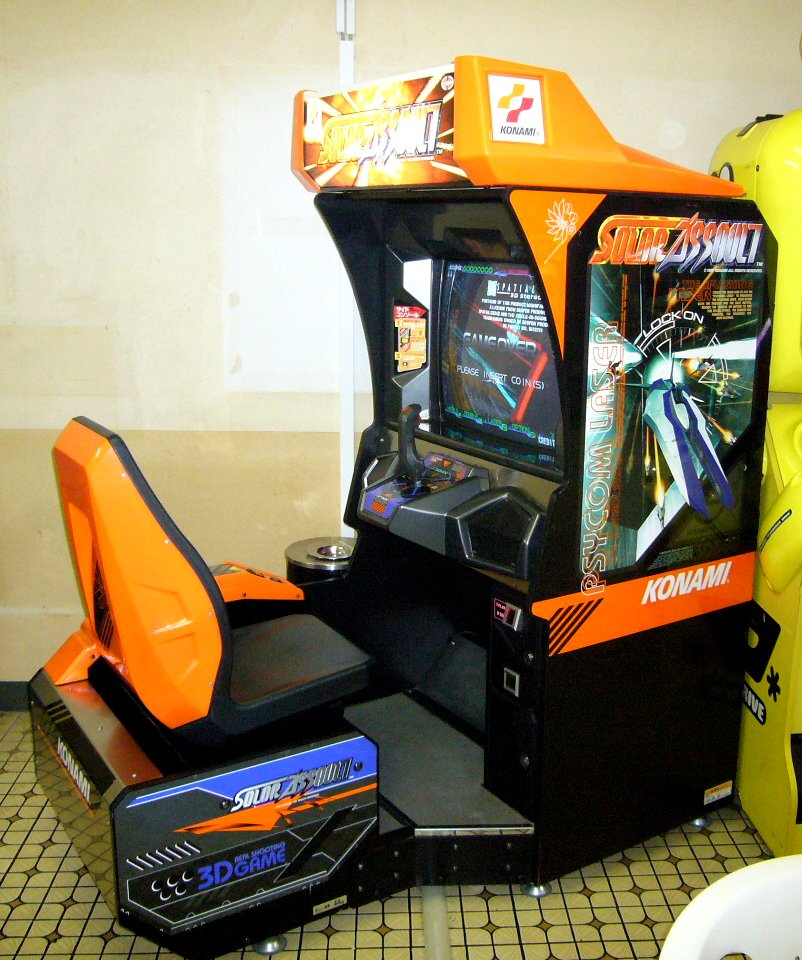
Solar Assault, une borne d'arcade récente et imposante.

Les jeux vidéo d'arcade sont souvent composés de niveaux très courts, de mécanismes de contrôle intuitifs et simples, et d'une difficulté de jeu qui augmente rapidement. Cela est dû au concept de l'arcade, dans lequel le joueur est essentiellement obligé de payer pour maintenir le héros du jeu en vie (jusqu'à ce qu'il n'ait plus de pièces). En effet, au contraire du jeu sur console où on achète d'abord la console puis le jeu, permettant un jeu à volonté, l'arcade propose un accès libre et gratuit à la totalité du matériel. Il est par contre nécessaire de payer pour pouvoir jouer car la durée ou le nombre de parties sont limitées. Il est donc indispensable de rajouter des pièces quand la partie est terminée, ceci constitue le principe même de l'arcade. Le jeu vidéo d'arcade possède comme caractéristique principale l'impossibilité pour le joueur de gagner. « Le jeu finit invariablement par terrasser le joueur, par devenir injouable, par dépasser et saturer les capacités de l'utilisateur » souligne Mathieu Triclot pour qui l'arcade « repose sur le principe fondamental […] du débordement du joueur par le jeu ». Même si l'objectif originel de l'arcade est de procurer des bénéfices aux exploitants, il va de soi qu'un monde s'est créé, regroupant aussi bien les joueurs, les commerçants ou les constructeurs autour d'une passion qui se traduit autant autour de l'intérêt de jouer, que de l'univers de l'arcade, possédant ses propres codes, habitudes, et sa propre histoire.
Un jeu sur console ou PC peut être considéré comme un jeu d'« arcade » s'il partage ces qualités, ou si c'est un port direct d'un titre arcade. Beaucoup de développeurs indépendants produisent maintenant des jeux dans le genre jeux vidéo d'arcade qui sont spécialement conçus pour être utilisés sur l'Internet. Ces jeux sont généralement conçus en langage Flash/Java/DHTML et exécutés directement dans les navigateurs web. Les jeux vidéo d'arcade de course possèdent un moteur physique simplifié et ne nécessitent pas beaucoup de temps d'apprentissage et de prise en main, en opposition à des simulateurs de course. Les voitures peuvent tourner brusquement, sans perdre de vitesse ou sans déraper, et l'intelligence artificielle des concurrents est parfois programmée de telle sorte qu'ils sont toujours près du joueur (impression de pneu contre pneu).
Les jeux vidéo d'arcade de vol utilisent également des physiques et des contrôles simplifiés par rapport aux simulateurs de vol. Ils ont une courbe d'apprentissage facile, dans le but de préserver la jouabilité. Un nombre décroissant de simulateurs de vol sur console de jeu, de Crimson Skies à Secret Weapons Over Normandy indique la chute de popularité du simulateur de vol lourd en manipulations en faveur de la prise en main ultra-rapide du jeu vidéo d'arcade de vol.

## Lieux
En plus des cafés/bars et des salles d'arcade, les jeux vidéo d'arcade sont également présents dans les halls de bowling, les salles de cinéma, les galeries marchandes, les aéroports, les aire de repos autoroutière, les hôtels, les fêtes foraines. Certains de ces lieux ne sont valables que pour les États-Unis. En bref, les jeux vidéo d'arcade sont populaires dans des lieux ouverts au public où les gens sont susceptibles d'être en attente de quelque chose.

## Jeux célèbres
- 1971 : Computer Space[1],[2]
- 1972 : Pong[3],[4]
- 1976 : Breakout[23]
- 1976 : Death Race[24]
- 1978 : Space Invaders[5]
- 1979 : Asteroids[25]
- 1979 : Galaxian
- 1979 : Lunar Lander
- 1980 : Battlezone
- 1980 : Berzerk
- 1980 : Missile Command[26]
- 1980 : Pac-Man[7]
- 1980 : Star Castle
- 1980 : Warlords
- 1981 : Defender[27]
- 1981 : Donkey Kong[8]
- 1981 : Centipede[28]
- 1981 : Galaga[29],[30]
- 1982 : Zaxxon[28]
- 1982 : Dig Dug[28]
- 1982 : Pole Position[31]
- 1982 : Robotron: 2084[31]
- 1982 : Tron[32]
- 1983 : Star Wars[28]
- 1983 : Dragon's Lair[33],[34]
- 1984 : I, Robot[28],[35]
- 1984 : Marble Madness[36]
- 1984 : Kung-Fu Master
- 1985 : Gauntlet
- 1985 : Ghosts'n Goblins
- 1986 : Arkanoid
- 1986 : Out Run
- 1986 : Space Harrier
- 1986 : Bubble Bobble
- 1987 : Double Dragon
- 1987 : Operation Wolf
- 1987 : R.B.I. Baseball[28]
- 1989 : Final Fight
- 1991 : Street Fighter II: The World Warrior[11]
- 1992 : Mortal Kombat[37]
- 1992 : Virtua Racing
- 1993 : Mortal Kombat II[37]
- 1993 : Virtua Fighter
- 1994 : Daytona USA
- 1994 : King of Fighters
- 1995 : Sega Rally Championship
- 1996 : Metal Slug
- 1997 : Beatmania[38]
- 1997 : Dance Dance Revolution[17]
- 1998 : House of the Dead[39]
- 1999 : Street Fighter III: 3rd Strike - Fight for the Future

## Technologie

### Système
Pratiquement tous les jeux vidéo d'arcade modernes font un large usage de puces électroniques et de circuits intégrés. Au début de l'histoire de l'arcade, les systèmes utilisaient généralement un matériel spécifique et unique pour chaque jeu, avec souvent plusieurs processeurs, des puces sonores et vidéos (ou cartes graphiques) très spécialisées et toujours la meilleure technologie informatique d'affichage du moment. Les systèmes d'arcade récents sont souvent basés sur le matériel de consoles de jeux vidéo de salon ou d'ordinateurs haut de gamme.
Parfois, les commandes des jeux vidéo d'arcade sont plus immersives et réalistes que celles d'un PC ou d'une console de jeu, comme des dispositifs de commandes spécialisés ajoutant de l'ambiance ou des accessoires, des bornes incluant un dispositif de conduite avec retour de force, des bornes dédiées avec un pistolet optique, affichages de décors en arrière-plan, des reproductions d'habitacles de voiture ou de cockpit d'avion et même des postes de pilotage en forme de moto ou de cheval, ou même des contrôleurs très spécifiques comme des tapis de danse et des cannes à pêche… Ces accessoires sont généralement seulement utilisés sur les bornes d'arcade modernes plutôt que pour un PC ou une console de jeu, car ils sont généralement trop encombrants, coûteux et spécialisés.

### Émulation
Des émulateurs tels que MAME, qui peut être utilisé sur des ordinateurs modernes et un certain nombre d'autres dispositifs, ont pour but de préserver les vieux jeux du passé.